# Ali ibne Issa Alasturbali
Ali ibne Issa Alasturbali (em árabe: علي بن عيسى, lit. 'Alī ibn ʿĪsā al-Asṭurlābī') foi um astrônomo e geógrafo afro-árabe [carece de fontes?] do século IX. Escreveu um tratado sobre o astrolábio e foi um opositor da astrologia. Durante o reino de Almamune, e junto a Calide ibne Abedal Maleque Almaruarrudi, participava em uma expedição à planície de Sinjar para medir o comprimento de um grau ou a circunferência da Terra. Mediu a circunferência da Terra, dando um resultado de 40.248 km (ou, de acordo com outras fontes, 41.436 km).[carece de fontes?]